# Bosque nacional de Angelina
El bosque nacional de Angelina (del inglés: Angelina National Forest) es un área protegida de Estados Unidos, uno de los cuatro bosque nacionales situados en el estado de Texas. Los 619,9 km² del bosque nacional de Angelina se encuentran en el este de Texas en algunas partes de los condados San Agustín, Angelina, Jasper y Nacogdoches. Se gestionan junto con los otros tres bosques nacionales en Texas (Davy Crockett, Sabine, y Sam Houston) por las oficinas del Servicio Forestal en Lufkin, Texas. Hay oficinas de distrito locales ubicados en Zavalla. El bosque se encuentra en la cuenca del río Neches y en las orillas norte y sur del reservorio Sam Rayburn.
El bosque recibe su denominación por el condado de Angelina, y este a su vez fue llamado así debido a una indígena que en la época de los colonizadores españoles fue nombrada así por estos.